# أغوستين ليوناردو
أغوستين ليوناردو (بالإسبانية: Agustín Leonardo de Argensola) هو رسام إسباني، ولد في 1580 في تاراثونا في إسبانيا، وتوفي في عقد 1640.